# Zürich Wipkingen
Zürich Wipkingen (niem: Bahnhof Zürich Wipkingen) – stacja kolejowa w Zurychu, w kantonie Zurych, w Szwajcarii. Stacja została otwarta 2 października 1932. Znajduje się na jednej z najstarszych linii kolejowych w Szwajcarii, otwartej w 1856 roku przez Schweizerischen Nordostbahn (NOB) Zurych-Oerlikon. Jest obsługiwana przez pociągi S-Bahn.